# Вибори Президента України 2019 (соціологічні опитування)
Соціологі́чні опи́тування президе́нтської ви́борчої кампа́нії 2019 року — спеціалізовані опитування-дослідження громадської думки напередодні президентських виборів 2019 року, які здійснюють вповноважені організації, з метою науково-прогностичної оцінки намірів голосування в Україні.
Результати таких опитувань відображені в цій статті.

## Перебіг
Виборча кампанія почалася 31 грудня 2018 року. З цього дня почалася і реєстрація кандидатів у ЦВК, і передвиборча агітація, яка завершується опівночі останньої п'ятниці перед голосуванням. 9 лютого 2019 року було оголошено остаточний список з 44 претендентів на пост глави держави. В першому турі переміг Володимир Зеленський, другий тур призначено на 21 квітня.

## Другий тур

### Порошенко— Зеленський

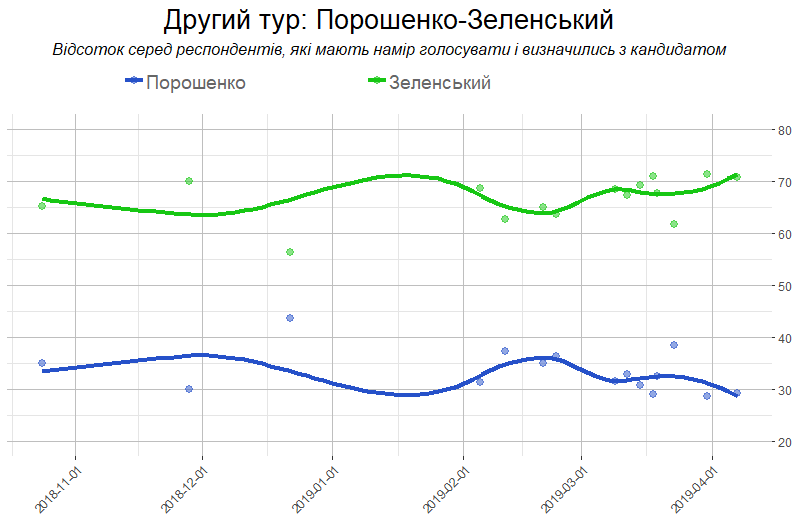
Графік побудований на основі даних авторитетних соціологічних компаній (КМІС, Центр Разумкова, Рейтинг, Соціальний Моніторинг, GFK Ukraine)

| Опитування | Час                 | Порошенко | Зеленський | Важко сказати/ проти всіх | Не піду на вибори |
| --- | ------------------- | --------- | ---------- | ------------------------- | ----------------- |
| Рейтинг [Архівовано 16 березня 2022 у Wayback Machine.]                                                           | 12.04.19 – 16.04.19 | 19,0      | 51,8       | 19,3                      | 9,9               |
| КМІС [Архівовано 22 червня 2019 у Wayback Machine.]                                                               | 9.04.19 – 14.04.19  | 17,0      | 48,4       | 28,3                      | 6,3               |
| Рейтинг [Архівовано 11 квітня 2019 у Wayback Machine.]                                                            | 5.04.19 – 10.04.19  | 20,8      | 51,0       | 17,8                      | 10,3              |
| SORA, СоцМоніторинг, УІСД [Архівовано 5 квітня 2019 у Wayback Machine.]                                           | 31.03.19            | 19,8      | 49,4       | 19,2                      | 11,6              |
| Центр Разумкова [Архівовано 27 березня 2019 у Wayback Machine.]                                                   | 21.03.19 – 26.03.19 | 22,7      | 36,5       | 31,2                      | 9,6               |
| Fama [Архівовано 3 квітня 2019 у Wayback Machine.]                                                                | 16.03.19 – 22.03.19 | 19,2      | 40,1       | 23,5                      | 17,2              |
| КМІС [Архівовано 27 березня 2019 у Wayback Machine.]                                                              | 14.03.19 – 22.03.19 | 17,6      | 43,0       | 27,6                      | 11,8              |
| УІСД, СоцМоніторинг [Архівовано 30 березня 2019 у Wayback Machine.]                                               | 11.03.19 – 18.03.19 | 18,2      | 41         | 18,2                      | 22,5              |
| Рейтинг [Архівовано 2 квітня 2019 у Wayback Machine.]                                                             | 9.03.19 – 15.03.19  | 19        | 39         | 19                        | 23                |
| Рейтинг, КМІС, Центр Разумкова [Архівовано 25 березня 2019 у Wayback Machine.]                                    | 5.03.19 – 14.03.19  | 18        | 39         | 20                        | 23                |
| Рейтинг [Архівовано 6 березня 2019 у Wayback Machine.]                                                            | 19.02.19 – 28.02.19 | 24        | 42         | 15                        | 19                |
| УІСД, СоцМоніторинг [Архівовано 27 лютого 2019 у Wayback Machine.] [Архівовано 27 лютого 2019 у Wayback Machine.] | 16.02.19 – 23.02.19 | 20,5      | 38,1       | 16,0                      | 25,4              |
| Центр Разумкова [Архівовано 21 лютого 2019 у Wayback Machine.]                                                    | 7.02.19 – 14.02.19  | 19,1      | 32,2       | 37,5                      | 11,2              |
| КМІС [Архівовано 16 лютого 2019 у Wayback Machine.]                                                               | 31.01.19 – 10.02.19 | 18,1      | 39,6       | 29,4                      | 12,9              |
| DI & Центр Разумкова[недоступне посилання з травня 2019]                                                          | 19.12.18 – 25.12.18 | 17        | 22         |                           |                   |
| КМІС [Архівовано 11 червня 2019 у Wayback Machine.]                                                               | 23.11.18 – 03.12.18 | 12        | 28         |                           |                   |
| КМІС, Рейтинг, Центр Разумкова [Архівовано 23 грудня 2018 у Wayback Machine.]                                     | 16.10.18 – 02.11.18 | 15        | 28         |                           |                   |

### Інші пари

Графік побудований на основі даних авторитетних соціологічних компаній (КМІС, Центр Разумкова, Рейтинг, Соціальний Моніторинг, GFK Ukraine)

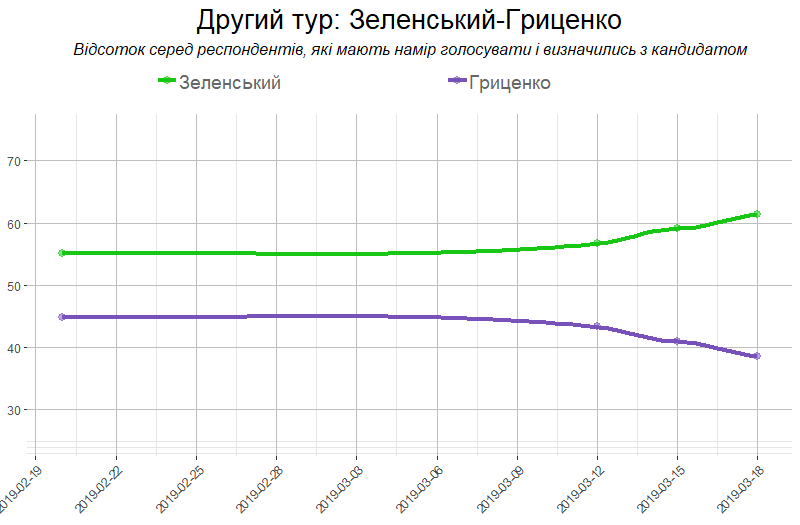
Графік побудований на основі даних авторитетних соціологічних компаній (КМІС, Центр Разумкова, Рейтинг, Соціальний Моніторинг, GFK Ukraine)

Графік побудований на основі даних авторитетних соціологічних компаній (КМІС, Центр Разумкова, Рейтинг, Соціальний Моніторинг, GFK Ukraine)

| Опитування | Час                  | Тимошенко | Порошенко | Зеленський | Гриценко | Бойко | Вакарчук | Важко сказати / проти всіх | Не піду на вибори |
| --- | -------------------- | --------- | --------- | ---------- | -------- | ----- | -------- | -------------------------- | ----------------- |
| Центр Разумкова [Архівовано 27 березня 2019 у Wayback Machine.]                                                   | 21.03.19 – 26.03.19  |           | 22,7      | 36,5       |          |       |          | 31,2                       | 9,6               |
| Центр Разумкова [Архівовано 27 березня 2019 у Wayback Machine.]                                                   | 21.03.19 – 26.03.19  | 25,1      | 23,3      |            |          |       |          | 40,3                       | 11,2              |
| Центр Разумкова [Архівовано 27 березня 2019 у Wayback Machine.]                                                   | 21.03.19 – 26.03.19  | 19,5      |           | 33,5       |          |       |          | 37                         | 9,9               |
| Fama [Архівовано 3 квітня 2019 у Wayback Machine.]                                                                | 16.03.19 –22.03.2019 |           | 19,2      | 40,1       |          |       |          | 28,3                       | 12,4              |
| Fama [Архівовано 3 квітня 2019 у Wayback Machine.]                                                                | 16.03.19 –22.03.2019 | 28,1      | 19,9      |            |          |       |          | 31,7                       | 20,4              |
| Fama [Архівовано 3 квітня 2019 у Wayback Machine.]                                                                | 16.03.19 –22.03.2019 | 22,5      |           |            | 24,5     |       |          | 34,1                       | 18,9              |
| Fama [Архівовано 3 квітня 2019 у Wayback Machine.]                                                                | 16.03.19 –22.03.2019 |           |           | 38,4       | 20,4     |       |          | 28,9                       | 12,0              |
| Fama [Архівовано 3 квітня 2019 у Wayback Machine.]                                                                | 16.03.19 –22.03.2019 | 19,5      |           | 37,7       |          |       |          | 28,3                       | 14,4              |
| Fama [Архівовано 3 квітня 2019 у Wayback Machine.]                                                                | 16.03.19 –22.03.2019 |           | 18,7      |            | 27,6     |       |          | 33,2                       | 20,5              |
| КМІС [Архівовано 27 березня 2019 у Wayback Machine.]                                                              | 14.03.19 – 22.03.19  | 20,0      |           | 39,1       |          |       |          | 28,7                       | 12,1              |
| КМІС [Архівовано 27 березня 2019 у Wayback Machine.]                                                              | 14.03.19 – 22.03.19  |           | 17,6      | 43,0       |          |       |          | 27,6                       | 11,8              |
| КМІС [Архівовано 27 березня 2019 у Wayback Machine.]                                                              | 14.03.19 – 22.03.19  |           |           | 37,7       | 23,7     |       |          | 27,2                       | 11,4              |
| КМІС [Архівовано 27 березня 2019 у Wayback Machine.]                                                              | 14.03.19 – 22.03.19  | 26,7      | 18,4      |            |          |       |          | 37,7                       | 17,2              |
| УІСД, СоцМоніторинг [Архівовано 30 березня 2019 у Wayback Machine.]                                               | 11.03.19 – 18.03.19  | 28,5      | 18,2      |            |          |       |          | 21,3                       | 32,0              |
| УІСД, СоцМоніторинг [Архівовано 30 березня 2019 у Wayback Machine.]                                               | 11.03.19 – 18.03.19  | 21,4      |           | 36,9       |          |       |          | 18,0                       | 23,7              |
| УІСД, СоцМоніторинг [Архівовано 30 березня 2019 у Wayback Machine.]                                               | 11.03.19 – 18.03.19  |           | 18,2      | 41         |          |       |          | 18,2                       | 22,5              |
| УІСД, СоцМоніторинг [Архівовано 30 березня 2019 у Wayback Machine.]                                               | 11.03.19 – 18.03.19  |           |           | 36,1       | 25       |       |          | 18,8                       | 20,1              |
| Рейтинг [Архівовано 2 квітня 2019 у Wayback Machine.]                                                             | 9.03.19 – 15.03.19   | 28        | 19        |            |          |       |          | 21                         | 32                |
| Рейтинг [Архівовано 2 квітня 2019 у Wayback Machine.]                                                             | 9.03.19 – 15.03.19   | 22        |           | 35         |          |       |          | 19                         | 24                |
| Рейтинг [Архівовано 2 квітня 2019 у Wayback Machine.]                                                             | 9.03.19 – 15.03.19   |           | 19        | 39         |          |       |          | 19                         | 23                |
| Рейтинг [Архівовано 2 квітня 2019 у Wayback Machine.]                                                             | 9.03.19 – 15.03.19   |           |           | 34         | 26       |       |          | 19                         | 21                |
| Рейтинг, КМІС, Центр Разумкова [Архівовано 25 березня 2019 у Wayback Machine.]                                    | 5.03.19 – 14.03.19   | 26        | 19        |            |          |       |          | 20                         | 35                |
| Рейтинг, КМІС, Центр Разумкова [Архівовано 25 березня 2019 у Wayback Machine.]                                    | 5.03.19 – 14.03.19   | 21        |           | 34         |          |       |          | 21                         | 24                |
| Рейтинг, КМІС, Центр Разумкова [Архівовано 25 березня 2019 у Wayback Machine.]                                    | 5.03.19 – 14.03.19   |           | 18        | 39         |          |       |          | 20                         | 23                |
| Рейтинг [Архівовано 6 березня 2019 у Wayback Machine.]                                                            | 19.02.19 – 28.02.19  | 31        | 24        |            |          |       |          | 17                         | 28                |
| Рейтинг [Архівовано 6 березня 2019 у Wayback Machine.]                                                            | 19.02.19 – 28.02.19  | 24        |           | 37         |          |       |          | 17                         | 22                |
| Рейтинг [Архівовано 6 березня 2019 у Wayback Machine.]                                                            | 19.02.19 – 28.02.19  |           | 24        | 42         |          |       |          | 15                         | 19                |
| УІСД, СоцМоніторинг [Архівовано 27 лютого 2019 у Wayback Machine.] [Архівовано 27 лютого 2019 у Wayback Machine.] | 16.02.19 – 23.02.19  | 26,1      | 21,6      |            |          |       |          | 15,6                       | 36,6              |
| УІСД, СоцМоніторинг [Архівовано 27 лютого 2019 у Wayback Machine.] [Архівовано 27 лютого 2019 у Wayback Machine.] | 16.02.19 – 23.02.19  | 22,1      |           | 34,2       |          |       |          | 16,8                       | 26,9              |
| УІСД, СоцМоніторинг [Архівовано 27 лютого 2019 у Wayback Machine.] [Архівовано 27 лютого 2019 у Wayback Machine.] | 16.02.19 – 23.02.19  |           | 20,5      | 38,1       |          |       |          | 16,0                       | 25,4              |
| УІСД, СоцМоніторинг [Архівовано 27 лютого 2019 у Wayback Machine.] [Архівовано 27 лютого 2019 у Wayback Machine.] | 16.02.19 – 23.02.19  |           |           | 33,1       | 26,9     |       |          | 15,6                       | 24,4              |
| УІСД, СоцМоніторинг [Архівовано 27 лютого 2019 у Wayback Machine.] [Архівовано 27 лютого 2019 у Wayback Machine.] | 16.02.19 – 23.02.19  | 23,1      |           |            | 27,6     |       |          | 17,6                       | 31,7              |
| Центр Разумкова [Архівовано 21 лютого 2019 у Wayback Machine.]                                                    | 7.02.19 — 14.02.19   | 22,4      | 20        |            |          |       |          | 45                         | 12,6              |
| Центр Разумкова [Архівовано 21 лютого 2019 у Wayback Machine.]                                                    | 7.02.19 — 14.02.19   | 18,6      |           | 28,7       |          |       |          | 41,5                       | 11,2              |
| Центр Разумкова [Архівовано 21 лютого 2019 у Wayback Machine.]                                                    | 7.02.19 — 14.02.19   |           | 19,1      | 32,2       |          |       |          | 37,5                       | 11,2              |
| КМІС [Архівовано 16 лютого 2019 у Wayback Machine.]                                                               | 31.01.19 — 10.02.19  | 27        | 18,9      |            |          |       |          | 34,6                       | 19,5              |
| КМІС [Архівовано 16 лютого 2019 у Wayback Machine.]                                                               | 31.01.19 — 10.02.19  | 22,2      |           | 35,5       |          |       |          | 29,8                       | 12,6              |
| КМІС [Архівовано 16 лютого 2019 у Wayback Machine.]                                                               | 31.01.19 — 10.02.19  |           | 18,1      | 39,6       |          |       |          | 29,4                       | 12,9              |
| КМІС [Архівовано 16 лютого 2019 у Wayback Machine.]                                                               | 31.01.19 — 10.02.19  | 25,6      |           |            | 21,7     |       |          | 35                         | 17,7              |
| Рейтинг [Архівовано 31 січня 2019 у Wayback Machine.]                                                             | 16.01.19 — 24.01.19  | 27        | 18        |            |          |       |          | 16                         | 27                |
| Рейтинг [Архівовано 31 січня 2019 у Wayback Machine.]                                                             | 16.01.19 — 24.01.19  | 24        |           | 29         |          |       |          | 16                         | 31                |
| Рейтинг [Архівовано 31 січня 2019 у Wayback Machine.]                                                             | 16.01.19 — 24.01.19  | 28        |           |            |          | 18    |          | 18                         | 36                |
| DI & Центр Разумкова[недоступне посилання з травня 2019]                                                          | 19.12.18 – 25.12.18  | 20        |           |            | 21       |       |          | 44,3                       | 14,3              |
| DI & Центр Разумкова[недоступне посилання з травня 2019]                                                          | 19.12.18 – 25.12.18  | 22        | 16        |            |          |       |          | 47,2                       | 14                |
| DI & Центр Разумкова[недоступне посилання з травня 2019]                                                          | 19.12.18 – 25.12.18  | 20        |           | 21         |          |       |          | 45,5                       | 13,3              |
| DI & Центр Разумкова[недоступне посилання з травня 2019]                                                          | 19.12.18 – 25.12.18  |           | 17        | 22         |          |       |          |                            |                   |
| DI & Центр Разумкова[недоступне посилання з травня 2019]                                                          | 19.12.18 – 25.12.18  |           | 15        |            | 22       |       |          |                            |                   |
| DI & Центр Разумкова[недоступне посилання з травня 2019]                                                          | 19.12.18 – 25.12.18  |           | 20        |            |          | 14    |          |                            |                   |
| DI & Центр Разумкова[недоступне посилання з травня 2019]                                                          | 19.12.18 – 25.12.18  | 24        |           |            |          | 12    |          |                            |                   |
| Рейтинг [Архівовано 13 липня 2019 у Wayback Machine.]                                                             | 16.11.18 – 10.12.18  | 29        | 15        |            |          |       |          | 16                         | 40                |
| Рейтинг [Архівовано 13 липня 2019 у Wayback Machine.]                                                             | 16.11.18 – 10.12.18  | 29        |           |            |          | 16    |          | 17                         | 38                |
| Рейтинг [Архівовано 13 липня 2019 у Wayback Machine.]                                                             | 16.11.18 – 10.12.18  | 26        |           |            | 21       |       |          | 18                         | 35                |
| Рейтинг [Архівовано 13 липня 2019 у Wayback Machine.]                                                             | 16.11.18 – 10.12.18  | 25        |           | 26         |          |       |          | 17                         | 32                |
| КМІС [Архівовано 11 червня 2019 у Wayback Machine.]                                                               | 23.11.18 – 03.12.18  | 23        | 12        |            |          |       |          | 36,6                       | 28,2              |
| КМІС [Архівовано 11 червня 2019 у Wayback Machine.]                                                               | 23.11.18 – 03.12.18  | 21        |           |            | 20       |       |          | 35,2                       | 23,5              |
| КМІС [Архівовано 11 червня 2019 у Wayback Machine.]                                                               | 23.11.18 – 03.12.18  | 24        |           |            |          | 15    |          | 35,1                       | 25,6              |
| КМІС [Архівовано 11 червня 2019 у Wayback Machine.]                                                               | 23.11.18 – 03.12.18  | 22        |           | 23         |          |       |          | 33,4                       | 21,5              |
| КМІС [Архівовано 11 червня 2019 у Wayback Machine.]                                                               | 23.11.18 – 03.12.18  | 23        |           |            |          |       | 19       |                            |                   |
| КМІС [Архівовано 11 червня 2019 у Wayback Machine.]                                                               | 23.11.18 – 03.12.18  |           | 15        |            |          | 19    |          |                            |                   |
| КМІС [Архівовано 11 червня 2019 у Wayback Machine.]                                                               | 23.11.18 – 03.12.18  |           | 11        |            |          |       | 24       |                            |                   |
| КМІС [Архівовано 11 червня 2019 у Wayback Machine.]                                                               | 23.11.18 – 03.12.18  |           | 12        | 28         |          |       |          |                            |                   |
| BDM [Архівовано 25 березня 2019 у Wayback Machine.]                                                               | 01.11.18 – 13.11.18  | 25        | 12        |            |          |       |          |                            |                   |
| BDM [Архівовано 25 березня 2019 у Wayback Machine.]                                                               | 01.11.18 – 13.11.18  | 21        |           |            | 16       |       |          |                            |                   |
| BDM [Архівовано 25 березня 2019 у Wayback Machine.]                                                               | 01.11.18 – 13.11.18  | 25        |           |            |          | 16    |          |                            |                   |
| BDM [Архівовано 25 березня 2019 у Wayback Machine.]                                                               | 01.11.18 – 13.11.18  | 22        |           | 18         |          |       |          |                            |                   |
| BDM [Архівовано 25 березня 2019 у Wayback Machine.]                                                               | 01.11.18 – 13.11.18  | 22        |           |            |          |       | 14       |                            |                   |
| BDM [Архівовано 25 березня 2019 у Wayback Machine.]                                                               | 01.11.18 – 13.11.18  |           | 16        |            |          | 15    |          |                            |                   |
| BDM [Архівовано 25 березня 2019 у Wayback Machine.]                                                               | 01.11.18 – 13.11.18  |           | 11        |            | 24       |       |          |                            |                   |
| BDM [Архівовано 25 березня 2019 у Wayback Machine.]                                                               | 01.11.18 – 13.11.18  |           |           | 26         |          | 12    |          |                            |                   |
| BDM [Архівовано 25 березня 2019 у Wayback Machine.]                                                               | 01.11.18 – 13.11.18  |           |           | 25         |          | 15    |          |                            |                   |
| КМІС, Рейтинг, Центр Разумкова [Архівовано 23 грудня 2018 у Wayback Machine.]                                     | 16.10.18 – 02.11.18  | 29        | 14        |            |          |       |          | 16                         | 41                |
| КМІС, Рейтинг, Центр Разумкова [Архівовано 23 грудня 2018 у Wayback Machine.]                                     | 16.10.18 – 02.11.18  | 29        |           |            |          | 16    |          | 17                         | 38                |
| КМІС, Рейтинг, Центр Разумкова [Архівовано 23 грудня 2018 у Wayback Machine.]                                     | 16.10.18 – 02.11.18  | 27        |           |            | 20       |       |          | 17                         | 36                |
| КМІС, Рейтинг, Центр Разумкова [Архівовано 23 грудня 2018 у Wayback Machine.]                                     | 16.10.18 – 02.11.18  | 26        |           | 23         |          |       |          |                            |                   |
| КМІС, Рейтинг, Центр Разумкова [Архівовано 23 грудня 2018 у Wayback Machine.]                                     | 16.10.18 – 02.11.18  |           | 17        |            |          | 20    |          |                            |                   |
| КМІС, Рейтинг, Центр Разумкова [Архівовано 23 грудня 2018 у Wayback Machine.]                                     | 16.10.18 – 02.11.18  |           | 14        |            | 26       |       |          |                            |                   |
| КМІС, Рейтинг, Центр Разумкова [Архівовано 23 грудня 2018 у Wayback Machine.]                                     | 16.10.18 – 02.11.18  |           | 15        | 28         |          |       |          |                            |                   |
| КМІС, Рейтинг, УІСД, СоцМоніторинг [Архівовано 5 листопада 2018 у Wayback Machine.]                               | 18.09.18 – 16.10.18  | 25        |           |            | 27       |       |          |                            |                   |
| КМІС, Рейтинг, УІСД, СоцМоніторинг [Архівовано 5 листопада 2018 у Wayback Machine.]                               | 18.09.18 – 16.10.18  | 31        | 15        |            |          |       |          |                            |                   |
| КМІС, Рейтинг, УІСД, СоцМоніторинг [Архівовано 5 листопада 2018 у Wayback Machine.]                               | 18.09.18 – 16.10.18  | 30        |           |            |          | 17    |          |                            |                   |
| КМІС, Рейтинг, УІСД, СоцМоніторинг [Архівовано 5 листопада 2018 у Wayback Machine.]                               | 18.09.18 – 16.10.18  |           | 14        |            | 33       |       |          |                            |                   |
| КМІС, Рейтинг, УІСД, СоцМоніторинг [Архівовано 5 листопада 2018 у Wayback Machine.]                               | 18.09.18 – 16.10.18  |           | 20        |            |          | 20    |          |                            |                   |
| КМІС, Рейтинг, УІСД, СоцМоніторинг [Архівовано 5 листопада 2018 у Wayback Machine.]                               | 18.09.18 – 16.10.18  |           |           |            | 31       | 16    |          |                            |                   |
| BDM [Архівовано 5 квітня 2019 у Wayback Machine.] [Архівовано 5 квітня 2019 у Wayback Machine.]                   | 27.08.18 – 12.09.18  | 18        |           |            | 16       |       |          |                            |                   |
| BDM [Архівовано 5 квітня 2019 у Wayback Machine.] [Архівовано 5 квітня 2019 у Wayback Machine.]                   | 27.08.18 – 12.09.18  | 20        |           |            |          | 17    |          |                            |                   |
| BDM [Архівовано 5 квітня 2019 у Wayback Machine.] [Архівовано 5 квітня 2019 у Wayback Machine.]                   | 27.08.18 – 12.09.18  |           | 13        |            |          | 16    |          |                            |                   |
| BDM [Архівовано 5 квітня 2019 у Wayback Machine.] [Архівовано 5 квітня 2019 у Wayback Machine.]                   | 27.08.18 – 12.09.18  | 19        | 10        |            |          |       |          |                            |                   |
| BDM [Архівовано 5 квітня 2019 у Wayback Machine.] [Архівовано 5 квітня 2019 у Wayback Machine.]                   | 02.08.18 – 16.08.18  | 20        |           |            | 17       |       |          |                            |                   |
| BDM [Архівовано 5 квітня 2019 у Wayback Machine.] [Архівовано 5 квітня 2019 у Wayback Machine.]                   | 02.08.18 – 16.08.18  |           |           |            | 22       | 19    |          |                            |                   |
| BDM [Архівовано 5 квітня 2019 у Wayback Machine.] [Архівовано 5 квітня 2019 у Wayback Machine.]                   | 02.08.18 – 16.08.18  |           | 18        |            |          | 20    |          |                            |                   |
| BDM [Архівовано 5 квітня 2019 у Wayback Machine.] [Архівовано 5 квітня 2019 у Wayback Machine.]                   | 02.08.18 – 16.08.18  | 23        | 13        |            |          |       |          |                            |                   |
| GFK Ukraine [Архівовано 25 вересня 2019 у Wayback Machine.]                                                       | 30.06.18 – 08.07.18  | 20        | 9         |            |          |       |          |                            |                   |
| GFK Ukraine [Архівовано 25 вересня 2019 у Wayback Machine.]                                                       | 30.06.18 – 08.07.18  | 20        |           |            |          | 12    |          |                            |                   |
| GFK Ukraine [Архівовано 25 вересня 2019 у Wayback Machine.]                                                       | 30.06.18 – 08.07.18  | 16        |           |            | 20       |       |          |                            |                   |
| GFK Ukraine [Архівовано 25 вересня 2019 у Wayback Machine.]                                                       | 30.06.18 – 08.07.18  |           | 7         |            | 26       |       |          |                            |                   |
| GFK Ukraine [Архівовано 25 вересня 2019 у Wayback Machine.]                                                       | 30.06.18 – 08.07.18  |           |           |            | 23       | 10    |          |                            |                   |
| GFK Ukraine [Архівовано 25 вересня 2019 у Wayback Machine.]                                                       | 30.06.18 – 08.07.18  |           | 11        |            |          | 16    |          |                            |                   |
| BDM [Архівовано 5 квітня 2019 у Wayback Machine.] [Архівовано 5 квітня 2019 у Wayback Machine.]                   | 12.05.18 – 24.05.18  |           | 15        |            | 28       |       |          |                            |                   |
| BDM [Архівовано 5 квітня 2019 у Wayback Machine.] [Архівовано 5 квітня 2019 у Wayback Machine.]                   | 12.05.18 – 24.05.18  |           | 18        |            |          | 22    |          |                            |                   |
| BDM [Архівовано 5 квітня 2019 у Wayback Machine.] [Архівовано 5 квітня 2019 у Wayback Machine.]                   | 12.05.18 – 24.05.18  |           |           |            | 25       | 23    |          |                            |                   |
| BDM [Архівовано 5 квітня 2019 у Wayback Machine.] [Архівовано 5 квітня 2019 у Wayback Machine.]                   | 12.05.18 – 24.05.18  | 23        |           |            | 20       |       |          |                            |                   |
| BDM [Архівовано 5 квітня 2019 у Wayback Machine.] [Архівовано 5 квітня 2019 у Wayback Machine.]                   | 12.05.18 – 24.05.18  | 26        |           |            |          | 21    |          |                            |                   |
| BDM [Архівовано 5 квітня 2019 у Wayback Machine.] [Архівовано 5 квітня 2019 у Wayback Machine.]                   | 12.05.18 – 24.05.18  | 27        | 13        |            |          |       |          |                            |                   |
| Sofia | 19.04.18 – 30.04.18  | 33        |           |            |          | 28    |          |                            |                   |
| Sofia | 19.04.18 – 30.04.18  |           | 27        |            |          | 32    |          |                            |                   |
| Sofia | 19.04.18 – 30.04.18  | 32        | 23        |            |          |       |          |                            |                   |
| КМІС [Архівовано 11 липня 2018 у Wayback Machine.]                                                                | 05.04.18 – 19.04.18  | 23        | 12        |            |          |       |          |                            |                   |
| BDM[недоступне посилання з червня 2019]                                                                           | 01.04.18 – 14.04.18  | 30        | 16        |            |          |       |          |                            |                   |
| BDM[недоступне посилання з червня 2019]                                                                           | 01.04.18 – 14.04.18  | 28        | 16        |            |          |       |          |                            |                   |
| Рейтинг [Архівовано 13 січня 2019 у Wayback Machine.]                                                             | 12.12.17 – 28.12.17  | 30        | 23        |            |          |       |          |                            |                   |
| Рейтинг [Архівовано 26 грудня 2018 у Wayback Machine.]                                                            | 22.11.17 – 30.11.17  | 27        | 21        |            |          |       |          |                            |                   |
| Рейтинг [Архівовано 20 червня 2019 у Wayback Machine.]                                                            | 19.05.17 – 25.05.17  | 36        |           |            |          | 28    |          |                            |                   |
| Рейтинг [Архівовано 20 червня 2019 у Wayback Machine.]                                                            | 19.05.17 – 25.05.17  |           | 28        |            |          | 26    |          |                            |                   |
| Рейтинг [Архівовано 20 червня 2019 у Wayback Machine.]                                                            | 19.05.17 – 25.05.17  | 32        | 24        |            |          |       |          |                            |                   |
| Рейтинг [Архівовано 29 червня 2019 у Wayback Machine.]                                                            | 10.11.16 – 17.11.16  |           | 23        |            |          | 17    |          |                            |                   |
| Рейтинг [Архівовано 29 червня 2019 у Wayback Machine.]                                                            | 10.11.16 – 17.11.16  | 30        |           |            |          | 15    |          |                            |                   |
| Рейтинг [Архівовано 29 червня 2019 у Wayback Machine.]                                                            | 10.11.16 – 17.11.16  | 27        | 16        |            |          |       |          |                            |                   |
| Рейтинг [Архівовано 29 червня 2019 у Wayback Machine.]                                                            | 06.16                | 20        | 15        |            |          |       |          |                            |                   |
| КМІС [Архівовано 5 квітня 2019 у Wayback Machine.]                                                                | 20.05.16 – 02.06.16  | 28,5      | 16,5      |            |          |       |          |                            |                   |
| КМІС [Архівовано 15 грудня 2018 у Wayback Machine.]                                                               | 23.02.16 – 08.03.16  | 25,2      | 16,4      |            |          |       |          |                            |                   |
| Рейтинг [Архівовано 3 січня 2019 у Wayback Machine.]                                                              | 03.10.15 — 12.10.15  | 19        | 25        |            |          |       |          |                            |                   |

## Перший тур
Згідно з результатами опитування, проведеного соціологічною групою «Рейтинг», після першого туру президентських виборів 31 % опитаних вважають, що при голосуванні за кандидата Порошенка, вони голосують безпосередньо за особистість, а 26 % таким чином голосують проти президента РФ Путіна. 20 % опитаних вважають, електорат Зеленського голосує безпосередньо за особистість, а 66 % таким чином висловлюють протест проти існуючої ситуації в країні. Опитування провели з 5 по 10 квітня 2019 року, участь взяло 3 000 респондентів.

### 2019
В таблиці відсотки для кандидатів подаються серед тих респондентів, що мають намір голосувати і визначились з кандидатом. Такий тип відсотка дозволяє коректно порівнювати результати різних соціологічних компаній між собою, оскільки сума рейтингів всіх кандидатів завжди дає в 100 %. Недолік відсотка «серед тих, хто має намір голосувати» в тому, що частка «невизначених» респондентів сильно відрізняється у різних соціологічних компаній (від 16 % до 38 %).
Деякі соціологічні компанії не подають відсоток «серед тих, хто визначився» в своїх прес-релізах, тому для них відсотки перераховані.
| Опитування                                                                                            | Дата                | Вибірка | Визначились з кандидатом  | Важко сказати / проти всіх | Не планують голосувати    | Зеленський                                                                         | Порошенко                                                                          | Тимошенко                                                                          | Бойко                                                                              | Гриценко                                                                           | Смешко                                                                             | Ляшко                                                                              | Вілкул                                                                             | Кошул.                                                                             | Шевченко                                                                           | Інші кандидати                                                                     |                                                                                    |                                                                                    |                                                                                    |
| --- | ------------------- | ------- | ------------------------- | -------------------------- | ------------------------- | ---------------------------------------------------------------------------------- | ---------------------------------------------------------------------------------- | ---------------------------------------------------------------------------------- | ---------------------------------------------------------------------------------- | ---------------------------------------------------------------------------------- | ---------------------------------------------------------------------------------- | ---------------------------------------------------------------------------------- | ---------------------------------------------------------------------------------- | ---------------------------------------------------------------------------------- | ---------------------------------------------------------------------------------- | ---------------------------------------------------------------------------------- | ---------------------------------------------------------------------------------- | ---------------------------------------------------------------------------------- | ---------------------------------------------------------------------------------- |
| Опитування                                                                                            | Дата                | Вибірка | % серед усіх респондентів | % серед усіх респондентів  | % серед усіх респондентів | Відсотки серед респондентів, які мають намір голосувати і визначились з кандидатом | Відсотки серед респондентів, які мають намір голосувати і визначились з кандидатом | Відсотки серед респондентів, які мають намір голосувати і визначились з кандидатом | Відсотки серед респондентів, які мають намір голосувати і визначились з кандидатом | Відсотки серед респондентів, які мають намір голосувати і визначились з кандидатом | Відсотки серед респондентів, які мають намір голосувати і визначились з кандидатом | Відсотки серед респондентів, які мають намір голосувати і визначились з кандидатом | Відсотки серед респондентів, які мають намір голосувати і визначились з кандидатом | Відсотки серед респондентів, які мають намір голосувати і визначились з кандидатом | Відсотки серед респондентів, які мають намір голосувати і визначились з кандидатом | Відсотки серед респондентів, які мають намір голосувати і визначились з кандидатом | Відсотки серед респондентів, які мають намір голосувати і визначились з кандидатом | Відсотки серед респондентів, які мають намір голосувати і визначились з кандидатом | Відсотки серед респондентів, які мають намір голосувати і визначились з кандидатом |
| Результати виборів [Архівовано 29 жовтня 2019 у Wayback Machine.]                                     | 31.03.19            |         |                           |                            |                           | 30,2                                                                               | 16,0                                                                               | 13,4                                                                               | 11,7                                                                               | 6,9                                                                                | 6,0                                                                                | 5,5                                                                                | 4,2                                                                                | 1,6                                                                                | 0,6                                                                                |                                                                                    |                                                                                    |                                                                                    |                                                                                    |
| Рейтинг [Архівовано 28 березня 2019 у Wayback Machine.]                                               | 22.03.19 – 27.03.19 | 3000    | 76,5                      | 15,2                       | 8,3                       | 26,6                                                                               | 17,2                                                                               | 17,2                                                                               | 9,5                                                                                | 9,8                                                                                | 3,5                                                                                | 5,4                                                                                | 4,0                                                                                | 1,9                                                                                | 0,9                                                                                | 3,9                                                                                |                                                                                    |                                                                                    |                                                                                    |
| Центр Разумкова [Архівовано 27 березня 2019 у Wayback Machine.]                                       | 21.03.19 – 26.03.19 | 2017    | 74,8                      | 17,2                       | 8,0                       | 24,8                                                                               | 22,1                                                                               | 14,8                                                                               | 10,0                                                                               | 8,2                                                                                | 3,7                                                                                | 6,0                                                                                | 4,6                                                                                | 1,5                                                                                | 1,5                                                                                | 2,9                                                                                |                                                                                    |                                                                                    |                                                                                    |
| КМІС, ДемІніціативи [Архівовано 28 березня 2019 у Wayback Machine.]                                   | 20.03.19 – 26.03.19 | 1600    | 62,6                      | 31,8                       | 6,0                       | 28,5                                                                               | 18,8                                                                               | 13,2                                                                               | 11,5                                                                               | 8,7                                                                                | 4,5                                                                                | 5,4                                                                                | 4,1                                                                                | 1,8                                                                                | 0,5                                                                                | 2,4                                                                                |                                                                                    |                                                                                    |                                                                                    |
| СоцМоніторинг [Архівовано 28 березня 2019 у Wayback Machine.]                                         | 18.03.19 – 26.03.19 | 4040    | 78,5                      | 13,1                       | 8,4                       | 29,1                                                                               | 15,3                                                                               | 16,0                                                                               | 8,4                                                                                | 9,1                                                                                | 2,9                                                                                | 5,7                                                                                | 6,1                                                                                | 1,9                                                                                | 1,6                                                                                | 3,9                                                                                |                                                                                    |                                                                                    |                                                                                    |
| СОЦИС [Архівовано 27 березня 2019 у Wayback Machine.] [Архівовано 27 березня 2019 у Wayback Machine.] | 20.03.19 – 25.03.19 | 2017    | 74,6                      | 20,5                       | 4,9                       | 31,8                                                                               | 17,7                                                                               | 11,4                                                                               | 9,7                                                                                | 8,0                                                                                | 4,0                                                                                | 6,6                                                                                | 4,9                                                                                | 2,1                                                                                | 1,1                                                                                | 2,9                                                                                |                                                                                    |                                                                                    |                                                                                    |
| Fama [Архівовано 3 квітня 2019 у Wayback Machine.]                                                    | 16.03.19 – 22.03.19 | 2400    | 61,0                      | —                          | 14,1                      | 30,8                                                                               | 17,3                                                                               | 15,1                                                                               | 7,6                                                                                | 9,0                                                                                | 2,8                                                                                | 6,7                                                                                | 3,0                                                                                | 2,1                                                                                | 1,3                                                                                | 3,1                                                                                |                                                                                    |                                                                                    |                                                                                    |
| КМІС [Архівовано 27 березня 2019 у Wayback Machine.]                                                  | 14.03.19 – 22.03.19 | 2004    | 60,6                      | 33,4                       | 6,0                       | 32,1                                                                               | 17,1                                                                               | 12,5                                                                               | 10,4                                                                               | 6,9                                                                                | 4,4                                                                                | 5,2                                                                                | 5,7                                                                                | 1,2                                                                                | —                                                                                  | 4,4                                                                                |                                                                                    |                                                                                    |                                                                                    |
| УІСД, СоцМоніторинг [Архівовано 30 березня 2019 у Wayback Machine.]                                   | 11.03.19 – 18.03.19 | 2047    | 77,2                      | 12,6                       | 10,2                      | 29,4                                                                               | 14,9                                                                               | 17,2                                                                               | 10,4                                                                               | 10,7                                                                               | 2,1                                                                                | 5,8                                                                                | 4,9                                                                                | 1,8                                                                                | 0,5                                                                                | 2,3                                                                                |                                                                                    |                                                                                    |                                                                                    |
| Рейтинг [Архівовано 2 квітня 2019 у Wayback Machine.]                                                 | 9.03.19 – 15.03.19  | 2500    | 76,3                      | 15,5                       | 8,2                       | 24,9                                                                               | 17,4                                                                               | 18,8                                                                               | 10,2                                                                               | 9,4                                                                                | 3,1                                                                                | 5,8                                                                                | 3,5                                                                                | 2,2                                                                                | 1,3                                                                                |                                                                                    |                                                                                    |                                                                                    |                                                                                    |

| Опитування                                                                               | Дата                | Вибірка | Визначились з кандидатом  | Важко сказати / проти всіх | Не планують голосувати    | Зеленський                                                                         | Тимошенко                                                                          | Порошенко                                                                          | Бойко                                                                              | Гриценко                                                                           | Ляшко                                                                              | Смешко                                                                             | Вілкул                                                                             | Кошул.                                                                             | Мураєв                                                                             | Садовий                                                                            | Шевченко                                                                           | Інші кандидати                                                                     |                                                                                    |                                                                                    |                                                                                    |
| ---------------------------------------------------------------------------------------- | ------------------- | ------- | ------------------------- | -------------------------- | ------------------------- | ---------------------------------------------------------------------------------- | ---------------------------------------------------------------------------------- | ---------------------------------------------------------------------------------- | ---------------------------------------------------------------------------------- | ---------------------------------------------------------------------------------- | ---------------------------------------------------------------------------------- | ---------------------------------------------------------------------------------- | ---------------------------------------------------------------------------------- | ---------------------------------------------------------------------------------- | ---------------------------------------------------------------------------------- | ---------------------------------------------------------------------------------- | ---------------------------------------------------------------------------------- | ---------------------------------------------------------------------------------- | ---------------------------------------------------------------------------------- | ---------------------------------------------------------------------------------- | ---------------------------------------------------------------------------------- |
| Опитування                                                                               | Дата                | Вибірка | % серед усіх респондентів | % серед усіх респондентів  | % серед усіх респондентів | Відсотки серед респондентів, які мають намір голосувати і визначились з кандидатом | Відсотки серед респондентів, які мають намір голосувати і визначились з кандидатом | Відсотки серед респондентів, які мають намір голосувати і визначились з кандидатом | Відсотки серед респондентів, які мають намір голосувати і визначились з кандидатом | Відсотки серед респондентів, які мають намір голосувати і визначились з кандидатом | Відсотки серед респондентів, які мають намір голосувати і визначились з кандидатом | Відсотки серед респондентів, які мають намір голосувати і визначились з кандидатом | Відсотки серед респондентів, які мають намір голосувати і визначились з кандидатом | Відсотки серед респондентів, які мають намір голосувати і визначились з кандидатом | Відсотки серед респондентів, які мають намір голосувати і визначились з кандидатом | Відсотки серед респондентів, які мають намір голосувати і визначились з кандидатом | Відсотки серед респондентів, які мають намір голосувати і визначились з кандидатом | Відсотки серед респондентів, які мають намір голосувати і визначились з кандидатом | Відсотки серед респондентів, які мають намір голосувати і визначились з кандидатом | Відсотки серед респондентів, які мають намір голосувати і визначились з кандидатом | Відсотки серед респондентів, які мають намір голосувати і визначились з кандидатом |
| СОЦИС [Архівовано 20 березня 2019 у Wayback Machine.]                                    | 09.03.19 – 14.03.19 | 2000    | 77,4                      | 12,1                       | 10,6                      | 29,6                                                                               | 13,8                                                                               | 19,2                                                                               | 10,0                                                                               | 9,0                                                                                | 5,9                                                                                | 2,8                                                                                | 3,1                                                                                | 1,4                                                                                | 0,7                                                                                | —                                                                                  | 1,5                                                                                | 3,0                                                                                |                                                                                    |                                                                                    |                                                                                    |
| Рейтинг, КМІС, Центр Разумкова [Архівовано 25 березня 2019 у Wayback Machine.]           | 5.03.19 – 14.03.19  | 15000   | 68,3                      | 23,4                       | 8,3                       | 27,7                                                                               | 16,6                                                                               | 16,4                                                                               | 8,4                                                                                | 9,7                                                                                | 5,3                                                                                | 3,7                                                                                | 4,0                                                                                | 1,8                                                                                | —                                                                                  | —                                                                                  | 1,3                                                                                | 5,0                                                                                |                                                                                    |                                                                                    |                                                                                    |
| СОЦИС [Архівовано 20 березня 2019 у Wayback Machine.]                                    | 5.03.19 – 10.03.19  | 2000    | —                         | —                          | 7,9                       | 29,1                                                                               | 15,4                                                                               | 18,5                                                                               | 9,1                                                                                | 8,1                                                                                | 4,9                                                                                | 3,1                                                                                | 2,5                                                                                | 2,1                                                                                | 2,1                                                                                | —                                                                                  | 1,5                                                                                | 3,4                                                                                |                                                                                    |                                                                                    |                                                                                    |
| Рейтинг [Архівовано 27 березня 2019 у Wayback Machine.]                                  | 1.03.19 – 7.03.19   | 5000    | 65,9                      | 25,4                       | 8,7                       | 24,7                                                                               | 18,3                                                                               | 16,8                                                                               | 9,9                                                                                | 10,3                                                                               | 5,7                                                                                | 3,3                                                                                | 2,7                                                                                | 1,4                                                                                | 2,7                                                                                | —                                                                                  | 1,3                                                                                | 3,3                                                                                |                                                                                    |                                                                                    |                                                                                    |
| Рейтинг [Архівовано 6 березня 2019 у Wayback Machine.]                                   | 19.02.19 – 28.02.19 | 2500    | 68,1                      | 24,5                       | 7,4                       | 25,1                                                                               | 16,2                                                                               | 16,6                                                                               | 11,3                                                                               | 7,7                                                                                | 5,6                                                                                | 2,5                                                                                | 1,5                                                                                | 1,7                                                                                | 2,5                                                                                | 3,0                                                                                | 1,8                                                                                | 4,4                                                                                |                                                                                    |                                                                                    |                                                                                    |
| УІСД, СоцМоніторинг [Архівовано 27 лютого 2019 у Wayback Machine.]                       | 16.02.19 – 23.02.19 | 2047    | 79,2                      | 11,5                       | 9,3                       | 24,7                                                                               | 17,1                                                                               | 16,5                                                                               | 9,9                                                                                | 7,9                                                                                | 5,6                                                                                | 2,2                                                                                | 2,4                                                                                | 0,8                                                                                | 3,6                                                                                | 3,7                                                                                | 1,5                                                                                | 4,2                                                                                |                                                                                    |                                                                                    |                                                                                    |
| КМІС [Архівовано 25 лютого 2019 у Wayback Machine.]                                      | 8.02.19 – 20.02.19  | 2042    | 53,5                      | 38,2                       | 8,3                       | 26,4                                                                               | 13,8                                                                               | 18,0                                                                               | 10,9                                                                               | 6,4                                                                                | 6,3                                                                                | 2,9                                                                                | 3,1                                                                                | 0,8                                                                                | 1,2                                                                                | 2,4                                                                                | 1,1                                                                                | 7,7                                                                                |                                                                                    |                                                                                    |                                                                                    |
| СОЦИС [Архівовано 12 березня 2019 у Wayback Machine.]                                    | 8.02.19 – 18.02.19  | 2000    | —                         | 9,2                        | —                         | 24,7                                                                               | 15,9                                                                               | 19,2                                                                               | 10,7                                                                               | 6,9                                                                                | 6,5                                                                                | 2,7                                                                                | 1,1                                                                                | 0,9                                                                                | 1,8                                                                                | 3,3                                                                                | 3,9                                                                                | 2,3                                                                                |                                                                                    |                                                                                    |                                                                                    |
| Центр Разумкова [Архівовано 25 червня 2019 у Wayback Machine.]                           | 7.02.19 – 14.02.19  | 2016    | 73,5                      | 16,3                       | 10,2                      | 22,3                                                                               | 16,2                                                                               | 19,7                                                                               | 8,3                                                                                | 8,6                                                                                | 5,6                                                                                | 2,6                                                                                | 2,1                                                                                | 1,1                                                                                | 2,0                                                                                | 2,6                                                                                | 1,9                                                                                | 7,1                                                                                |                                                                                    |                                                                                    |                                                                                    |
| КМІС [Архівовано 16 лютого 2019 у Wayback Machine.]                                      | 31.01.19 – 10.02.19 | 2007    | 60,8                      | 33,0                       | 6,2                       | 26,9                                                                               | 15,8                                                                               | 17,7                                                                               | 9,8                                                                                | 6,1                                                                                | 6,6                                                                                | 2,4                                                                                | 1,6                                                                                | 1,3                                                                                | 2,9                                                                                | 2,3                                                                                | 2,2                                                                                | 4,4                                                                                |                                                                                    |                                                                                    |                                                                                    |
| Рейтинг, СоцМоніторинг, Info Sapiens, УІСД [Архівовано 4 лютого 2019 у Wayback Machine.] | 19.01.19 – 30.01.19 | 10 000  | 68,6                      | 21,9                       | 9,5                       | 21,9                                                                               | 19,2                                                                               | 14,8                                                                               | 10,4                                                                               | 8,4                                                                                | 6,5                                                                                | —                                                                                  | 1,8                                                                                | 1,0                                                                                | 3,4                                                                                | 2,4                                                                                | 2,2                                                                                | 7,9                                                                                |                                                                                    |                                                                                    |                                                                                    |
| СОЦИС, КМІС, Центр Разумкова [Архівовано 1 лютого 2019 у Wayback Machine.]               | 16.01.19 – 29.01.19 | 11 000  | 66,4                      | 23,4                       | 7,3                       | 23,0                                                                               | 15,7                                                                               | 16,4                                                                               | 9,3                                                                                | 8,1                                                                                | 6,7                                                                                | 2,2                                                                                | 2,4                                                                                | 1,3                                                                                | 2,7                                                                                | 3,4                                                                                | 3,5                                                                                | 5,3                                                                                |                                                                                    |                                                                                    |                                                                                    |
| Рейтинг [Архівовано 31 січня 2019 у Wayback Machine.]                                    | 16.01.19 – 24.01.19 | 6000    | 73,6                      | 14,8                       | 11,6                      | 19,0                                                                               | 18,2                                                                               | 15,1                                                                               | 10,0                                                                               | 8,5                                                                                | 7,0                                                                                | —                                                                                  | 2,6                                                                                | 1,5                                                                                | 3,6                                                                                | 2,7                                                                                | 2,9                                                                                | 8,8                                                                                |                                                                                    |                                                                                    |                                                                                    |

### 2018
| Опитування                                                                                              | Дата                | Тимошенко                                               | Зеленський                                              | Порошенко                                               | Гриценко                                                | Бойко                                                   | Вакарчук                                                | Ляшко                                                   | Садовий                                                 | Мураєв                                                  | Шевченко                                                | Вілкул                                                  | Тарута                                                  | Налив.                                                  | Безсм.                                                  | Рабінович                                               | Тягнибок                                                | Інші кандидати                                          | Важко сказати / проти всіх                              | Визначились з кандидатом  | Не планують голосувати    |
| --- | ------------------- | ------------------------------------------------------- | ------------------------------------------------------- | ------------------------------------------------------- | ------------------------------------------------------- | ------------------------------------------------------- | ------------------------------------------------------- | ------------------------------------------------------- | ------------------------------------------------------- | ------------------------------------------------------- | ------------------------------------------------------- | ------------------------------------------------------- | ------------------------------------------------------- | ------------------------------------------------------- | ------------------------------------------------------- | ------------------------------------------------------- | ------------------------------------------------------- | ------------------------------------------------------- | ------------------------------------------------------- | ------------------------- | ------------------------- |
| |                     | Відсотки серед респондентів, які мають намір голосувати | Відсотки серед респондентів, які мають намір голосувати | Відсотки серед респондентів, які мають намір голосувати | Відсотки серед респондентів, які мають намір голосувати | Відсотки серед респондентів, які мають намір голосувати | Відсотки серед респондентів, які мають намір голосувати | Відсотки серед респондентів, які мають намір голосувати | Відсотки серед респондентів, які мають намір голосувати | Відсотки серед респондентів, які мають намір голосувати | Відсотки серед респондентів, які мають намір голосувати | Відсотки серед респондентів, які мають намір голосувати | Відсотки серед респондентів, які мають намір голосувати | Відсотки серед респондентів, які мають намір голосувати | Відсотки серед респондентів, які мають намір голосувати | Відсотки серед респондентів, які мають намір голосувати | Відсотки серед респондентів, які мають намір голосувати | Відсотки серед респондентів, які мають намір голосувати | Відсотки серед респондентів, які мають намір голосувати | % серед усіх респондентів | % серед усіх респондентів |
| ДемІніціативи, Центр Разумкова [Архівовано 29 грудня 2018 у Wayback Machine.]                           | 19.12.18 — 25.12.18 | 16,1                                                    | 8,8                                                     | 13,8                                                    | 6,8                                                     | 8,4                                                     | 2,6                                                     | 6,9                                                     | 2,4                                                     | 3,1                                                     | 2,9                                                     | 2                                                       | 1,0                                                     | 0,9                                                     | 0,6                                                     | —                                                       | —                                                       | 7,5                                                     | 16,4                                                    | 70,4                      | 11,1                      |
| УІСД | 16.12.18 — 22.12.18 | 15,5                                                    | 12,5                                                    | 8,9                                                     | 9,4                                                     | 9,8                                                     | 3,8                                                     | 6,9                                                     | 3,9                                                     | 4,5                                                     | 3,5                                                     | 1,4                                                     | 0,7                                                     | —                                                       | —                                                       | —                                                       | —                                                       | 3,6                                                     | 15,4                                                    | 73,2                      | 13,4                      |
| СОЦИС [Архівовано 1 січня 2019 у Wayback Machine.]                                                      | 8.12.18 — 18.12.18  | 14,4                                                    | 9,4                                                     | 10,8                                                    | 7,2                                                     | 6                                                       | 3,1                                                     | 7,1                                                     | 3,4                                                     | 2,5                                                     | 4,1                                                     | 1,1                                                     | 0,7                                                     | —                                                       | 0,3                                                     | —                                                       | —                                                       | 3,8                                                     | 25,3                                                    | 74,7                      | 12,3                      |
| КМІС [Архівовано 3 січня 2019 у Wayback Machine.] [Архівовано 3 січня 2019 у Wayback Machine.]          | 30.11.18 — 14.12.18 | 12,6                                                    | 11,6                                                    | 7,4                                                     | 5,9                                                     | 6,8                                                     | 3                                                       | 7,7                                                     | 1,9                                                     | 2,5                                                     | 3,5                                                     | 1,1                                                     | 0,5                                                     | 0,5                                                     | 0,5                                                     | —                                                       | —                                                       | 3,2                                                     | 31,2                                                    | 62,8                      | 8,7                       |
| Рейтинг [Архівовано 27 грудня 2018 у Wayback Machine.]                                                  | 16.11.18 — 10.12.18 | 16,4                                                    | 10,6                                                    | 8,8                                                     | 6,2                                                     | 7,6                                                     | 3,7                                                     | 5,2                                                     | 2,2                                                     | 3,5                                                     | 3,3                                                     | —                                                       | 0,9                                                     | 0,8                                                     | 0,7                                                     | 2,1                                                     | —                                                       | 6,9                                                     | 20,9                                                    | 65,3                      | 13,8                      |
| УІСД [Архівовано 19 грудня 2018 у Wayback Machine.] [Архівовано 19 грудня 2018 у Wayback Machine.]      | 1.12.18 — 10.12.18  | 16.8                                                    | 10.0                                                    | 9.2                                                     | 9.8                                                     | 9.4                                                     | 3.2                                                     | 6.9                                                     | 4.6                                                     | 5.2                                                     | 3.3                                                     | —                                                       | 0.3                                                     | —                                                       | 0.7                                                     | —                                                       | —                                                       | 4.9                                                     | 16,0                                                    | 74,1                      | 11,8                      |
| КМІС [Архівовано 11 червня 2019 у Wayback Machine.] [Архівовано 11 червня 2019 у Wayback Machine.]      | 23.11.18 — 03.12.18 | 13,1                                                    | 9,0                                                     | 7,2                                                     | 5,1                                                     | 6,8                                                     | 2,3                                                     | 5,4                                                     | 1,4                                                     | 2,5                                                     | 3,9                                                     | —                                                       | 0,6                                                     | 0,6                                                     | 0,8                                                     | —                                                       | —                                                       | 3                                                       | 38,3                                                    | 56,3                      | 9,3                       |
| КМІС, Центр Разумкова, Рейтинг [Архівовано 22 грудня 2018 у Wayback Machine.]                           | 19.10.18 — 02.11.18 | 16                                                      | 8,8                                                     | 8                                                       | 7,7                                                     | 6,8                                                     | 4,3                                                     | 5,9                                                     | 2,2                                                     | 3,9                                                     | 2,6                                                     | —                                                       | 1                                                       | 1,1                                                     | 1,1                                                     | 2,8                                                     | —                                                       | 5,3                                                     | 22,6                                                    | 63,4                      | 15,1                      |
| КМІС, Рейтинг, УІСД [Архівовано 29 грудня 2018 у Wayback Machine.]                                      | 28.09.18 — 16.10.18 | 15,3                                                    | 8,7                                                     | 8                                                       | 8                                                       | 7,9                                                     | 5,6                                                     | 6,5                                                     | 2,8                                                     | —                                                       | 2                                                       | —                                                       | 1                                                       | 0,8                                                     | 0,7                                                     | 4                                                       | 2,1                                                     | 7,5                                                     | 19,1                                                    | 70,8                      | 12,5                      |
| Рейтинг [Архівовано 2 січня 2019 у Wayback Machine.]                                                    | 29.09.18 – 14.10.18 | 17                                                      | 10                                                      | 10                                                      | 9                                                       | 8                                                       | 4                                                       | 5                                                       | 2                                                       | —                                                       | 3                                                       | —                                                       | 1                                                       | 1                                                       | 1                                                       | 5                                                       | 2                                                       | 7                                                       | 17                                                      | 69                        | 14                        |
| КМІС [Архівовано 29 грудня 2018 у Wayback Machine.] [Архівовано 29 грудня 2018 у Wayback Machine.]      | 08.09.18 – 23.09.18 | 12,1                                                    | 7,4                                                     | 7,4                                                     | 6,8                                                     | 5,0                                                     | 5,3                                                     | 4,2                                                     | 2,6                                                     | —                                                       | 1,2                                                     | —                                                       | 0,7                                                     | 0,2                                                     | 0,6                                                     | 4,7                                                     | 1,0                                                     | 3,4                                                     | 37,4                                                    | 54,8                      | 12,4                      |
| УІСД [Архівовано 3 квітня 2019 у Wayback Machine.]                                                      | 11.09.18 – 18.09.18 | 15,1                                                    | 7,2                                                     | 8,3                                                     | 8,7                                                     | 6,4                                                     | 7,3                                                     | 6,3                                                     | 3,5                                                     | —                                                       | 2                                                       | —                                                       | 0,7                                                     | 0,9                                                     | 0,3                                                     | 7,4                                                     | 2,7                                                     | 7,5                                                     | 15,9                                                    | 73,6                      | 12,7                      |
| Рейтинг [Архівовано 27 грудня 2018 у Wayback Machine.]                                                  | 10.09.18 – 18.09.18 | 15,1                                                    | 8,9                                                     | 7,8                                                     | 7,8                                                     | 6,5                                                     | 5,7                                                     | 5,9                                                     | 2,7                                                     | —                                                       | 2,2                                                     | —                                                       | 1,4                                                     | 1,3                                                     | 0,8                                                     | 6,2                                                     | 2,2                                                     | 6,1                                                     | 19,5                                                    | 70,4                      | 12,6                      |
| СОЦИС, КМІС, Центр Разумкова [Архівовано 17 січня 2019 у Wayback Machine.]                              | 30.08.18 – 09.09.18 | 12,9                                                    | 7,9                                                     | 8,4                                                     | 7,5                                                     | 7,1                                                     | 7,6                                                     | 5,2                                                     | 2,2                                                     | —                                                       | 2,1                                                     | —                                                       | —                                                       | —                                                       | —                                                       | 4,3                                                     | 1,6                                                     | 5,7                                                     | 27,5                                                    | 61,6                      | 15                        |
| Центр Разумкова [Архівовано 18 грудня 2018 у Wayback Machine.]                                          | 16.08.18 – 22.08.18 | 17,8                                                    | 6,1                                                     | 7,9                                                     | 8,4                                                     | 6,4                                                     | 5,6                                                     | 5,8                                                     | 2,6                                                     | —                                                       | 2,6                                                     | —                                                       | 0,5                                                     | 1,1                                                     | 0,7                                                     | 6,7                                                     | 1,7                                                     | 10,6                                                    | 15,5                                                    | 65                        | 18,2                      |
| Рейтинг [Архівовано 26 грудня 2018 у Wayback Machine.]                                                  | 20.07.18 – 03.08.18 | 14,4                                                    | 6,5                                                     | 6,8                                                     | 8,7                                                     | 7,2                                                     | 6,5                                                     | 6,9                                                     | 1,9                                                     | —                                                       | —                                                       | —                                                       | 0,8                                                     | 1,5                                                     | 1,4                                                     | 4,8                                                     | 1,7                                                     | 12,3                                                    | 18,8                                                    | 67,4                      | 15,2                      |
| УІСД [Архівовано 3 квітня 2019 у Wayback Machine.]                                                      | 07.07.18 – 11.07.18 | 15,5                                                    | —                                                       | 7,1                                                     | 9,9                                                     | 8,2                                                     | —                                                       | 5,1                                                     | 4,6                                                     | —                                                       | —                                                       | —                                                       | —                                                       | —                                                       | 0,9                                                     | 8,2                                                     | 3,2                                                     | 12,7                                                    | 24,6                                                    | 54                        | 16,7                      |
| GFK Ukraine [Архівовано 3 квітня 2019 у Wayback Machine.] [Архівовано 3 квітня 2019 у Wayback Machine.] | 30.06.18 – 08.07.18 | 12,5                                                    | 8,8                                                     | 6,3                                                     | 7,5                                                     | 6,3                                                     | 7,5                                                     | 6,3                                                     | 1,3                                                     | —                                                       | —                                                       | —                                                       | 1,3                                                     | —                                                       | 1,3                                                     | 3,8                                                     | 1,3                                                     | 6,3                                                     | 28,8                                                    | 58                        | 19                        |
| Рейтинг [Архівовано 26 грудня 2018 у Wayback Machine.]                                                  | 22.06.18 – 05.07.18 | 13,5                                                    | 6,7                                                     | 6,2                                                     | 7,7                                                     | 7,1                                                     | 5,2                                                     | 6,4                                                     | 1,8                                                     | 3,3                                                     | —                                                       | —                                                       | 1,2                                                     | —                                                       | 0,9                                                     | 2,9                                                     | 2,1                                                     | 14                                                      | 21                                                      | 63,9                      | 16,9                      |

| Опитування                                                             | Дата                | Тимошенко | Гриценко | Порошенко | Бойко | Ляшко | Гройсман | Садовий | Рабінович | Савченко | Тягнибок | Вакарчук | Зеленський | Явка |
| ---------------------------------------------------------------------- | ------------------- | --------- | -------- | --------- | ----- | ----- | -------- | ------- | --------- | -------- | -------- | -------- | ---------- | ---- |
| Рейтинг [Архівовано 9 грудня 2020 у Wayback Machine.]                  | 14.06.18 – 24.06.18 | 15,9      | 11,7     | 8,6       | 10,5  | 8,6   | —        | 3,4     | 7,6       | —        | 2,8      | 8,6      | 9,3        | 52   |
| КМІС [Архівовано 5 квітня 2019 у Wayback Machine.]                     | 7.06.18 – 21.06.18  | 19,5      | 12,6     | 8,5       | 10,2  | 10,7  | —        | 2,4     | 7,5       | —        | 2,7      | 7,4      | 8,3        | 48   |
| КМІС [Архівовано 5 квітня 2019 у Wayback Machine.]                     | 7.06.18 – 21.06.18  | 21,8      | 16,0     | 10,5      | 10,6  | 13,2  | —        | 3,9     | 8,4       | —        | 2,6      | —        | —          | 39   |
| DI & Центр Разумкова [Архівовано 5 квітня 2019 у Wayback Machine.]     | 19.05.18 – 25.05.18 | 19,4      | 13,7     | 11,1      | 12,3  | 10,8  | 3,2      | 5,1     | 8,0       | 1,3      | 4,4      | 8,2      | 7,3        | 52   |
| Sofia                                                                  | 19.04.18 – 30.04.18 | 15,4      | 11,9     | 13,3      | 13,7  | 10,8  | —        | 6,6     | 7,3       | 2,3      | 3,5      | 9,2      | —          | 61   |
| КМІС [Архівовано 11 липня 2018 у Wayback Machine.]                     | 05.04.18 – 19.04.18 | 16,1      | 12,7     | 12,2      | 8,6   | 12,2  | —        | 3,3     | 8,8       | —        | —        | 9,6      | 10,8       | 49   |
| СОЦИС [Архівовано 3 січня 2019 у Wayback Machine.]                     | 19.04.18 – 25.04.18 | 17,2      | 14,9     | 15,3      | 12,6  | 9,5   | —        | 4,5     | 8,9       | —        | 2,5      | 13,4     | —          | 51   |
| Рейтинг [Архівовано 29 квітня 2018 у Wayback Machine.]                 | 10.04.18 – 22.04.18 | 16,7      | 12,8     | 10,9      | 11,1  | 9,9   | —        | 3,9     | 7,6       | —        | 2,1      | 10,8     | 9.8        | 51   |
| УІСД, ІАП, СоцМоніторинг [Архівовано 13 січня 2019 у Wayback Machine.] | 06.03.18 – 18.03.18 | 23        | 12       | 15        | 2     | 11    | —        | 8       | 12        | —        | 4        | —        | —          | 43   |
| КМІС [Архівовано 15 листопада 2018 у Wayback Machine.]                 | 21.02.18 – 28.02.18 | 25        | 13       | 10        | 10    | 16    | 4        | 5       | 10        | —        | 4        | —        | —          | 39   |

### 2017
| Опитування | Дата                | Тимошенко | Бойко | Порошенко | Ляшко | Гройсман | Садовий | Рабінович | Савченко | Гриценко | Тягнибок | Вакарчук | Явка |
| --- | ------------------- | --------- | ----- | --------- | ----- | -------- | ------- | --------- | -------- | -------- | -------- | -------- | ---- |
| Рейтинг [Архівовано 13 січня 2019 у Wayback Machine.]                                                         | 12.12.17 — 28.12.17 | 18.7      | 11.7  | 15.6      | 8.7   | —        | 6.4     | 8.3       | —        | 9.7      | 3.9      | —        | 54   |
| DI & Центр Разумкова [Архівовано 16 листопада 2018 у Wayback Machine.]                                        | 15.12.17 — 19.12.17 | 17.4      | 7.9   | 15.2      | 9.6   | 4.4      | 7.0     | 11.7      | 1.8      | 11.6     | 4.2      | —        | 67   |
| Рейтинг [Архівовано 26 грудня 2018 у Wayback Machine.]                                                        | 22.11.17 — 30.11.17 | 15.8      | 7.0   | 13.8      | 8.0   | 4.6      | 4.6     | 8.4       | —        | 8.3      | 4.7      | 9.6      | 54   |
| Sofia [Архівовано 5 квітня 2019 у Wayback Machine.] [Архівовано 5 квітня 2019 у Wayback Machine.]             | 01.12.17 — 10.12.17 | 18.4      | 13.4  | 18.8      | 6.8   | —        | 6.3     | 9.7       | —        | 9.0      | 2.9      | 11.6     | 68   |
| КМІС [Архівовано 26 січня 2019 у Wayback Machine.]                                                            | 02.12.17 — 14.12.17 | 20.5      | 9.5   | 16.9      | 9.2   | 3.6      | 8.5     | 7.8       | —        | 12.8     | 3.2      | —        | 38   |
| СОЦИС, Рейтинг, Центр Разумкова, КМІС [Архівовано 31 грудня 2018 у Wayback Machine.]                          | 28.10.17 — 14.11.17 | 14.4      | 9.3   | 16.1      | 7.5   | —        | 5.0     | 7.9       | —        | 9.3      | 3.0      | 12.1     | 61   |
| СОЦИС [Архівовано 29 грудня 2018 у Wayback Machine.]                                                          | 05.10.17 — 11.10.17 | 13.5      | 8.6   | 16.9      | 9.5   | —        | 5.3     | 8.7       | 1.4      | 9.3      | —        | 14.8     | 62   |
| Sofia [Архівовано 12 червня 2018 у Wayback Machine.] [Архівовано 12 червня 2018 у Wayback Machine.]           | 05.10.17 — 13.10.17 | 18.0      | 13.3  | 13.9      | 7.4   | 2.2      | 6.9     | 7.3       | 0.8      | 8.8      | 3.4      | 3.8      | 56   |
| Центр Разумкова [Архівовано 13 липня 2018 у Wayback Machine.]                                                 | 06.10.17 — 11.10.17 | 10.1      | 8.2   | 16.8      | 7.6   | 4.9      | 4.8     | 7.1       | 1.0      | 8.6      | 3.6      | 8.0      | 62   |
| Sofia [Архівовано 6 квітня 2019 у Wayback Machine.] [Архівовано 6 квітня 2019 у Wayback Machine.]             | 04.09.17 —13.09.17  | 18.1      | 15.0  | 17.1      | 8.8   | 1.5      | 7.2     | 8.3       | —        | 7.1      | 4.1      | 3.7      | 54   |
| СоцМоніторинг, УІСД [Архівовано 5 квітня 2019 у Wayback Machine.]                                             | 20.08.17 —29.08.17  | 18.5      | 12.1  | 15.6      | 11.1  | 3.9      | 6.1     | 12.1      | 1.6      | 8.6      | 4.9      | —        | 60   |
| Рейтинг [Архівовано 20 червня 2019 у Wayback Machine.]                                                        | 19.05.17 —25.05.17  | 15.2      | 8.5   | 11.6      | 8.5   | 2.4      | 6.6     | 7.8       | 1.8      | 7.2      | 3.9      | 3.8      | 67   |
| Sofia | 26.05.17 —01.06.17  | 14.0      | 13.1  | 13.4      | 9.5   | —        | 5.7     | 7.8       | 2.3      | 8.4      | 3.5      | 5.7      | 62   |
| Рейтинг [Архівовано 9 липня 2019 у Wayback Machine.] для ФОКУС [Архівовано 19 квітня 2019 у Wayback Machine.] | 22.05.17 —31.05.17  | 20.5      | 13.9  | 16.5      | 13.2  | —        | 10.3    | 14.1      | —        | 13.8     | 5.4      | —        | 59   |
| Рейтинг [Архівовано 19 липня 2019 у Wayback Machine.]                                                         | 12.05.17 — 20.05.17 | 15.0      | 10.2  | 12.0      | 9.6   | —        | 7.6     | 10.1      | 1.3      | 10.1     | 4.8      | —        | 64   |
| СОЦИС [Архівовано 5 квітня 2019 у Wayback Machine.]                                                           | 04.17               | 16        | 8     | 18        | 14    | —        | 8       | 17        | —        | 14       | 6        | 12       | 50   |
| Центр Разумкова [Архівовано 3 квітня 2019 у Wayback Machine.]                                                 | 21.04.17 — 26.04.17 | 12.5      | 7.7   | 13.5      | 10.3  | 4.5      | 5.8     | 10.6      | 3.2      | 11.8     | 3.8      | —        | 62   |

### 2014—2016
| DI & Центр Разумкова [Архівовано 21 липня 2019 у Wayback Machine.] | 16.12.16 — 20.12.16   | 14,6 | 13,7 | 5,5  | 3,3  | 10,3 | —   | 7,5  | 8,9 | 1,8 | 5,2 | 6,3  | 63   |
| Рейтинг [Архівовано 3 липня 2019 у Wayback Machine.]               | 08.12.16 — 18.12.16   | 13,5 | 17,7 | 8,4  | 1,8  | 10,4 | —   | 8,8  | 8,1 | 4,9 | —   | 7,3  | 61   |
| КМІС [Архівовано 3 квітня 2019 у Wayback Machine.]                 | 03.12.16 — 12.12.16   | 12,5 | 18,1 | 5,5  | 2,7  | 11,9 | —   | 8,3  | 7,5 | 4,4 | 1,6 | 9,3  | 56   |
| Рейтинг, СОЦИС [Архівовано 29 червня 2019 у Wayback Machine.]      | 24.11.16 — 02.12.16   | 14,7 | 14,6 | 6,8  | 2,4  | 10   | —   | 9,2  | 7,8 | 3,1 | —   | 9,2  | 66   |
| Рейтинг [Архівовано 29 червня 2019 у Wayback Machine.]             | 10.11.16 — 17.11.16   | 14,3 | 17,7 | 7,3  | 2,4  | 10,2 | —   | 9,9  | 8,2 | 4,5 | —   | 7,5  | 60   |
| КМІС [Архівовано 5 квітня 2019 у Wayback Machine.]                 | 04.11.16 — 13.11.16   | 17,9 | 24   | 6,8  | —    | 9,1  | —   | 9,6  | 9,8 | 4,1 | —   | 10,6 | 50   |
| Центр Разумкова                                                    | 04.11.16 — 09.11.16   | 19,4 | 13,8 | 6,8  | —    | 11,3 | —   | 7,2  | 5,9 | 3,3 | 3,8 | —    | 62   |
| Sofia                                                              | 26.08.16 — 05.09.16   | 15,4 | 16,9 | 8,7  | —    | 15,0 | 5,4 | 9,7  | 7,8 | 3,8 | —   | —    | 58,5 |
| Рейтинг [Архівовано 31 грудня 2018 у Wayback Machine.]             | 18.08.16 — 23.08.16   | 10,7 | 17,7 | 8,9  | 5,6  | 11,5 | —   | 9,8  | 7,5 | 4,3 | —   | —    | 60,5 |
| УІСД [Архівовано 14 вересня 2016 у Wayback Machine.]               | 05.07.2016-16.07.2016 | 19,7 | 19,4 | 13,5 | —    | 7,8  | —   | 12,6 | —   | 4,5 | 3,3 | 8,1  | 57,8 |
| Sofia                                                              | 29.06.16–08.07.16     | 13,3 | 16,1 | 9,5  | 12,9 | 15,8 | 7,2 | 7,5  | 5   | 2,8 | —   | 0,7  | 55   |

| Опитування                                             | Дата проведення опитування | Порошенко | Тимошенко | Садовий | Бойко | Ляшко | Гриценко | Ярош | Тігіпко | Симоненко | Тягнибок | Яценюк | Кличко | Явка | Інші |
| ------------------------------------------------------ | -------------------------- | --------- | --------- | ------- | ----- | ----- | -------- | ---- | ------- | --------- | -------- | ------ | ------ | ---- | ---- |
| КМІС [Архівовано 3 квітня 2019 у Wayback Machine.]     | 20.05.16 — 02.06.16        | 22,8      | 17,1      | 12,9    | 11,8  | 12,5  | 9,8      | 2,6  | —       | —         | 3,9      | —      | —      | 39,8 | 8,1  |
| КМІС [Архівовано 30 червня 2018 у Wayback Machine.]    | 20.05.16 — 12.06.16        | 13,5      | 21,0      | 10,9    | 8,4   | 14,6  | 12,7     | 4,0  | —       | —         | 2,9      | —      | —      | 53   | 11,9 |
| КМІС [Архівовано 15 грудня 2018 у Wayback Machine.]    | 23.02.16 — 08.03.16        | 16,2      | 22,6      | 10,4    | 8,8   | 11,2  | 8,4      | 4    | 4       | 2,2       | 3,6      | —      | —      | 54,7 | 6,5  |
| КМІС [Архівовано 3 квітня 2019 у Wayback Machine.]     | 05.02.16 — 16.02.16        | 22,8      | 17,1      | 10,7    | 9,6   | 11,5  | 8,8      | 6,5  | 3,2     | 1,3       | 2,9      | —      | —      | 39,8 | 6,8  |
| Рейтинг [Архівовано 5 квітня 2019 у Wayback Machine.]  | 14.01.16 — 22.01.16        | 22,3      | 13,6      | 12,4    | 10,4  | 5,4   | 5,5      | 3,1  | 3,5     | —         | 6,1      | 1,0    | —      | 63,0 | 16,8 |
| Рейтинг [Архівовано 17 грудня 2018 у Wayback Machine.] | 03.10.15 — 12.10.15        | 25,5      | 15,5      | 9,0     | 12,4  | 6,6   | 6,0      | 4,4  | 3,3     | —         | 4,2      | 0,7    | —      | 65,8 | 12,3 |
| КМІС [Архівовано 11 травня 2019 у Wayback Machine.]    | 17.09.15 — 27.09.15        | 25,3      | 20,5      | 8,6     | 8,8   | 7,7   | 8,1      | 7,9  | —       | —         | 2,4      | —      | —      | 54,1 | 10,7 |
| КМІС [Архівовано 21 липня 2019 у Wayback Machine.]     | 27.06.15 — 09.07.15        | 26,9      | 25,6      | 7,9     | 4,4   | 8,5   | 8,5      | 5,7  | —       | —         | 2,2      | 2,4    | 1,3    | 54,3 | 6,7  |
| Рейтинг [Архівовано 26 січня 2019 у Wayback Machine.]  | 03.06.15 — 13.06.15        | 31,6      | 13,1      | 8,4     | 7,5   | 6,2   | 7,6      | 4,8  | 2,5     | —         | 2,7      | 2,0    | —      | 58,1 | 13,6 |
| КМІС [Архівовано 21 липня 2019 у Wayback Machine.]     | 19.05.15 — 29.05.15        | 32,0      | 17,0      | 9,0     | 3,5   | 9,9   | 6,5      | 3,9  | 3,9     | 1,0       | 2,8      | —      | —      | 41,1 | 10,4 |
| Центр Разумкова                                        | 06.03.15 — 12.03.15        | 31,8      | 6,1       | 10,7    | 6,2   | 6,1   | 5,9      | 4,2  | 3,6     | 4,3       | 1,8      | 4,7    | 0,8    | 61   | 13,8 |
| КМІС [Архівовано 3 квітня 2019 у Wayback Machine.]     | 26.02.15 — 11.03.15        | 35,2      | 11,6      | 11,4    | 2,8   | 7,7   | 7,1      | 5,0  | 2,4     | 1,6       | 2,5      | 5,2    | —      | 63   | 7,4  |
| СОЦИС                                                  | 09.14                      | 53        | 7         | —       | —     | 11    | 8        | —    | 6       | 3         | 3        | —      | —      | —    | —    |
| СОЦИС                                                  | 08.14                      | 50        | 6         | —       | —     | 15    | 9        | —    | 6       | 3         | 4        | —      | —      | —    | —    |
| СОЦИС                                                  | 07.14                      | 49        | 7         | —       | —     | 16    | 6        | —    | 6       | 3         | 3        | —      | —      | —    | —    |
| Президентські вибори, 2014                             | 25.05.2014                 | 54,70     | 12,81     | —       | 0,19  | 8,32  | 5,48     | 0,70 | 5,23    | 1,51      | 1,16     | —      | —      | 60,3 | —    |
| Президентські вибори, 2010                             | 17.01.2010                 | —         | 25,05     | —       | —     | —     | 1,2      | —    | 13,06   | 3,6       | 1,4      | 6,96   | —      | 66,7 | —    |